# Автошлях E32
Європейський маршрут Е32 — європейський автомобільний маршрут категорії А у Великій Британії, що з'єднує міста Колчестер і Харвіч. Довжина маршруту — 31 км. Це один з найкоротших європейських автомобільних маршрутів.
Е32 пов'язаний з маршрутом E30.

## Див. Також
- Список європейських автомобільних маршрутів